# Maria Martins (họa sĩ)
Maria Martins (1894 - 1973) là một nghệ sĩ người Brazil đặc biệt nổi tiếng với những tác phẩm điêu khắc hiện đại của cô.

## Cuộc đời
Maria de Lourdes Alves sinh ngày 7 tháng 8 năm 1894 tại Campanha, Brazil  bởi một người cha bộ trưởng và một người mẹ là nghệ sĩ dương cầm. Chồng đầu tiên của cô là một nhà phê bình văn học tên là Otavio Tarquinio de Souza, người mà cô đã có con gái chung. Tuy nhiên, khi cô kết hôn với nhà ngoại giao trẻ Carlos Martins vào năm 1926, cô đã đổi tên thành Maria Martins.

## Sự nghiệp
Năm 1939, chồng cô, Carlos trở thành đại sứ Brazil tại Hoa Kỳ, chuyển gia đình cô sang Hoa Kỳ. Trong thời gian ở New York, Martins học với các nhà điêu khắc Jacques Lipchitz và Stanley William Hayter. Năm 1941 Martins có một triển lãm cá nhân về tác phẩm của cô, mang tên Maria, tại Phòng trưng bày nghệ thuật Corcoran ở Washington, DC. Năm 1943, Phòng triển lãm Valentine ở thành phố New York tổ chức triển lãm của hai nghệ sĩ là Martins và Piet Mondrian. Martins sau đó đã mua tác phẩm nổi tiếng của Mondrian từ triển lãm, Broadway Boogie Woogie, chỉ với 800 đô la, mặc dù sau đó cô đã tặng nó cho Bảo tàng Nghệ thuật Hiện đại.
Martins đã có một mối tình với nghệ sĩ Marcel Duchamp, kéo dài trong nhiều năm từ năm 1946 trở đi, kết thúc với sự ra đi của cô khỏi Brazil vào năm 1951 và sau đó Duchamp đã có cuộc hôn nhân năm 1954 với người vợ thứ hai Alexina Duchamp. Vào năm 2009, các thành viên trong gia đình của Martins đã công bố các bức thư do Duchamp và Martins viết, chứng minh những tuyên bố trước đó rằng Martins thực sự là người mẫu cho nhân vật khỏa thân trong kiệt tác cuối cùng của Duchamp, Étant donnés, trái ngược hoàn toàn với tuyên bố của vợ của anh, Alexina. 
Khi trở về Brazil, Martins đã giúp tìm ra ấn bản đầu tiên của São Paulo Art Biennial.

## Cái chết
Martins qua đời vào ngày 27 tháng 3 năm 1973 tại Rio de Janeiro.